# Куликівка (Щигровський район)
Куликівка (рос. Куликовка) — присілок в Щигровському районі Курської області Російської Федерації.
Населення становить 72 особи. Входить до складу муніципального утворення Пригородненська сільрада.

## Історія
Населений пункт розташований на території українського етнічного та культурного краю Східна Слобожанщина.
Від 2004 року входить до складу муніципального утворення Пригородненська сільрада.

## Населення
| 2002 | 2010 |
| ---- | ---- |
| 117  | ↘72  |